# Pescada-cambucu
O pescada-cambucu (Cynoscion virescens) é uma espécie de pescada que pode ser encontrada do Panamá ao Norte da Argentina. Tais animais medem cerca de 90 cm de comprimento, contando com mandíbulas proeminentes, coloração prateada com dorso esverdeado-escuro e ventre esbranquiçado. Também podem ser chamados de bacalhau, camacu, corumbeba, corvina, dentão, pescada-branca, pescada-cambuci, pescada-corvina, pescada-de-dente, pescada-do-alto, pescada-do-reino, pescada-foguete, pescada-legítima, pescada-real, pescadinha, pescadinha-do-reino e rabo-seco.
Popularmente, também conhecido somente como Cambucu, possuí o hábito de andar em pequenos ou grandes número de peixes, oscilando em média entre 50 a 250 peixes.